# Aeddan ap Blegywryd
Aeddan ap Blegywryd (fallecido en 1018) fue un príncipe de Gwynedd en la Edad Media en Gales. Inició su mandato en 1005 pero las circunstancias de su ascenso son incierta, ya que no parece haber estado emparentado con su predecesor, Cynan ap Hywel. Aeddan ap Blegywryd fue derrotado y muerto en 1018, junto a sus cuatro hijos.

## Contexto
Idwal ap Meurig había sido desposeído de sus tierras en Gwynedd, pero las recuperó en 993. Sin embargo, en 1000 Aeddan ap Blegywryd disputaba el control del norte de Gales y el hijo de Idwal, Iago, huyó a Irlanda.
En esta época, Cynan ap Hywel era príncipe de Gwynedd, una de las principalidades del Gales medieval, donde gobernó entre 999 y 1005. A su muerte en 1005, el trono de Gwynedd pasó a Aeddan ap Blegywryd, que aparentemente no estaba en la línea directa de sucesión. No sabemos si Aeddan tomó el trono por la fuerza o no, pero su falta de lazos con la dinastía gobernante parece indicar que así fue. Parece que los galeses de la época eran pragmáticos en su relación con sus líderes. Los príncipes de la casa de Anarawd no eran amados por sus súbditos debido a su gran crueldad; aquellos que se le oponían eran desposeídos de sus posesiones, asesinados, torturados y tratados de otras maneras ultrajantes. De este modo, los galeses estaban preparados para aceptar nuevos gobernantes, como Aeddan ap Blegywryd, sin considerarlos usurpadores. En torno a esta época, Iago fallecía en Irlanda, pero durante algunos años, su hijo Cynan recibió la ayuda de los vikingos de irlandeses en su intento de recuperar Gwyinedd, aunque con resultados infructuosos. Su hijo Gruffudd ap Cynan sí que conseguiría hacerse con el trono de Gwynedd años después.
En 1018, Aeddan ap Blegywryd fue desafiado por Llywelyn ap Seisyll, de ascendencia desconocida. Ambos se enfrentaron en una batalla en la que Aeddan y cuatro de sus hijos perdieron la vida.